# Pia Zerkhold
Pia Zerkhold, née le 26 octobre 1998, est une snowboardeuse autrichienne, spécialiste du cross.

## Palmarès

### Championnats du monde
- Championnats du monde 2023 à Bakuriani (Géorgie) :
  -  Médaille d'argent en slalom parallèle par équipes.

### Coupe du monde
- 1 podium.